# Isabel de Chiaromonte
Isabel de Chiaromonte (v 1424 - 1465), princesa consort de Nàpols (1458-1465).

## Orígens familiars
Filla gran de Tristà de Chiaromonte, comte de Cupertino, i la seva esposa Caterina de Tàrent. Era neta per línia materna de Maria d'Enghien, reina consort de Nàpols pel seu matrimoni amb Ladislau I de Nàpols.
Isabel era l'hereva de grans possessions feudals a la Itàlia meridional, i hereva també del Comtat Brienne al reialme de Jerusalem.

## Núpcies i descendents
Es casà el 1444 amb el príncep i duc de Calàbria Ferran d'Aragó, fill natural del rei d'Aragó Alfons el Magnànim. D'aquesta unió nasqueren:
- el príncep Alfons II de Nàpols (1448-1495), rei de Nàpols.
- la princesa Elionor de Nàpols (1450-1493), casada amb Hèrcules I d'Este.
- el príncep Frederic III de Nàpols (1452-1504), rei de Nàpols
- el príncep Joan de Nàpols (1456-1485), arquebisbe de Tàrent i cardenal.
- la princesa Beatriu d'Aragó (1457-1508), casada amb Mateu I de Polònia i amb Ladislau II d'Hongria.
- el príncep Francesc de Nàpols (1461-1486), duc de Sant Angelo.

Poc abans del matrimoni el seu sogre Alfons el Magnànim havia conquistat el Regne de Nàpols de mans angevines, unificant-lo sota el seu poder amb el Regne de Sicília. Per donar una bon futur al seu fill natural li concedí el títol de rei de Nàpols a la seva mort.
Isabel va morir el 30 de març de 1465, deixant vidu el seu marit que es casà de nou el 1476 amb la seva cosina germana Joana d'Aragó.